# Sanguisorbeae
Sanguisorbeae es una tribu de plantas de la subfamilia Rosoideae de la familia de las rosáceas.

## Tribus y Géneros
Géneros en Sanguisorbeae según wikispecies
- Subtribu: Agrimoniinae
- Géneros: Agrimonia - Aremonia - Hagenia - Leucosidea - Spenceria
- Subtribu: Sanguisorbinae
- Géneros: Acaena - Bencomia - Cliffortia - Dendriopoterium - Marcetella - Margyricarpus - Polylepis - Poterium - Sanguisorba - Sarcopoterium - Tetraglochin

Géneros en Sanguisorbeae según NCBI
- Acaena - Agrimonia - Aremonia - Bencomia - Cliffortia - Dendriopoterium - Hagenia - Leucosidea - Marcetella - Margyricarpus - Polylepis - Sanguisorba - Sarcopoterium - Spenceria - Tetraglochin[1]